# Isótopos do hidrogénio

Os três isótopos estáveis de hidrogênio:prótio, deutério e tritium.

Os isótopos do hidrogénio são variantes do elemento químico hidrogénio, possuindo um total de sete isótopos. Três desses isótopos ocorrem naturalmente, 1H (prótio), 2H (deutério) e 3H (trítio), sendo os dois primeiros estáveis e o terceiro com meia-vida de 12,32 anos. Todos os demais isótopos são sintéticos e altamente instáveis, possuindo meia-vida de um zeptosegundo(10-21 segundos)
Enquanto que, todos os isótopos do Hidrogénio compartilham o mesmo número de protões, cada isótopo difere-se dos outros pelo seu número de neutrões.

## Hidrogênio-1 (prótio)
Prótio, o isótopo mais comum de hidrogênio, composto por um próton e um elétron. Único entre todos os isótopos estáveis, não tem nêutrons.
1H Massa atômica de 1,00782504 (7) U o isótopo mais comum de hidrogênio com uma abundância de mais de 99,98%.
O próton nunca foi observado a decair e, portanto, é considerado que o hidrogênio-1 é um isótopo estável. Algumas teorias recentes da física de partículas preveem que o decaimento do próton pode ocorrer com uma meia-vida da ordem de 10³⁶ anos.

## Hidrogênio-2 (deutério)

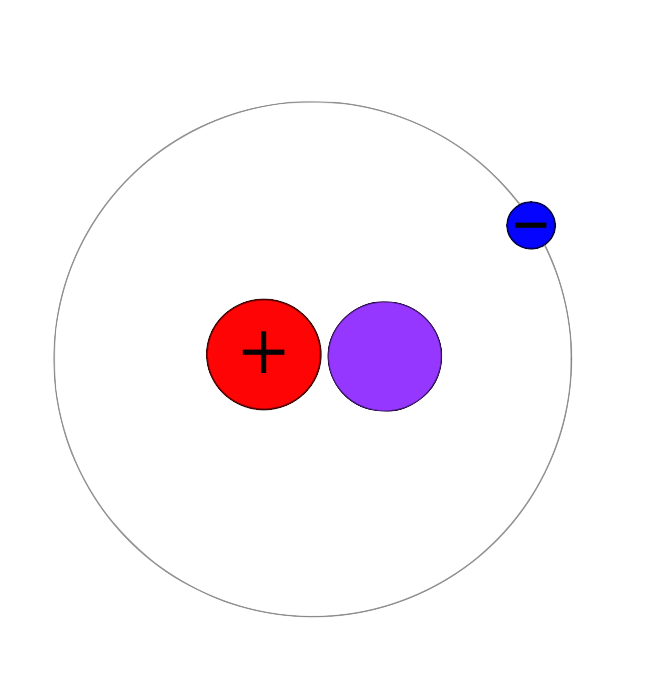
O átomo de um Hidrogênio-2

Um átomo de hidrogênio contém um próton, um nêutron e um elétron.
2H Massa atômica de 2,013553212724 (78) U, outro isótopo de hidrogênio estável, é conhecido como deutério e contém apenas um próton e um nêutron no seu núcleo.
Deutério com abundância compreendida entre 0,0026 - 0,0184% de amostras de hidrogênio na Terra, não é radioativo, e não representa um perigo de toxicidade significativo.
A água com moléculas que incluem deutério em vez de prótio é chamada de água pesada.
A água pesada é utilizada como um moderador de nêutrons e refrigerante para reatores nucleares.
O deutério é também um combustível potencial para a fusão nuclear comercial.

## Hidrogênio-3 (trítio)
Um átomo de trítio contém um próton, dois nêutrons, e um elétron
3H é conhecido como trítio, é radioativo, decaindo em hélio-3 através da decomposição com uma meia-vida de 12,32 anos.
Pequenas quantidades de trítio são formadas naturalmente devido à interação dos raios cósmicos com gases atmosféricos.
O método mais comum de Sintetização de trítio é bombardeando um isótopo natural do lítio, lítio-6, com neutrões em um reator nuclear.
Fusão nuclear de trítio com deutério, liberta energia através da perda de massa em que os dois núcleos colidem e fundem a temperaturas elevadas.

## Hidrogênio-4 (Quadium)
4H contém um próton, três nêutrons e um elétron.
Ele é um isótopo de hidrogênio altamente instável. Foi sintetizado em laboratório bombardeando trítio com núcleos de deutério em movimento rápido. Nesta experiência, o núcleo trítio capturou um nêutron do núcleo de deutério.
Com uma massa atômica de 4,02781 ± 0,00011, decai por meio de emissão de nêutrons em hidrogênio-3 (trítio) com uma meia-vida de cerca de 139 yoctosegundos (1,39 ± 0,10 × 10-22 segundos).
Em 1955, no romance satírico O Rato que Ruge, foi dado ao hidrogênio-4 o nome Quadium, pois foi o isótopo que alimentava a Q-bomba que o ducado de Grand Fenwick capturou dos Estados Unidos.

## Hidrogênio-5
5H é um isótopo de hidrogênio altamente instável. O núcleo é composto por um próton e quatro nêutrons.
Tem sido sintetizado em laboratório, bombardeando trítio com núcleos de trítio em movimento rápido.Nesta experiência, um dos núcleos de trítio captura dois nêutrons a partir de outro, tornando-se um núcleo com um próton e quatro nêutrons.
Ele decai por meio de emissão de nêutrons duplos em hidrogênio-3 (trítio) e tem uma meia-vida de pelo menos 910 yoctosegundos (9.1 × 10-22 segundos).

## Hidrogênio-6
6H decai, quer através de emissão de nêutrons triplos em hidrogênio-3 (trítio) ou emissão de nêutrons quádruplos em hidrogênio-2 (deutério) e tem uma meia-vida de 290 yoctosegundos (2,90 × 10-22 segundos).

## Hidrogênio-7
7H consiste em um isótopo de hidrogênio com um próton, seis nêutrons e um elétron.
Foi sintetizado pela primeira vez em 2003 por um grupo de cientistas russos, japoneses e franceses no laboratório de ciência de RIKEN, bombardeando prótio com hélio-8 Na reação resultante, todos os seis nêutrons do hélio-8 foram doados para o núcleo do prótio.
Hidrogênio-7 tem uma meia vida de 23 yoctosegundos (2,3 x 10- 23 segundos).